# Wilson (Oklahoma)
Wilson è una città della Contea di Carter, in Oklahoma. La popolazione al censimento del 2010 era di 1.586 persone residenti.